# Valle Owens

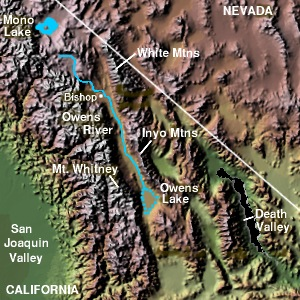
Localización del valle Owens.

El valle Owens es el valle árido del río Owens en el Este de California en los Estados Unidos, al este de Sierra Nevada y al oeste de las Montañas Blancas y las montañas Inyo. Las cimas de las montañas en ambos lados (incluyendo al monte Whitney) llega a una altitud de 3000 m, mientras que en las faldas del valle llega a 1200 m y una longitud de 120 km de largo, convirtiéndolo en uno de los valles más profundos de los Estados Unidos. Sierra Nevada convierte al valle en una sombra orográfica, por lo que lo conocen como "la tierra de la poca lluvia." El lecho del lago Owens, ahora predominantemente endorreico salar, se sitúa en el sur del valle.
El valle provee agua al Acueducto de Los Ángeles, fuente de un tercio de agua para Los Ángeles, y es famoso por ser escenario de uno de los episodios más feroces y largos de la Guerra del Agua de California. Estos episodios dieron inspiración para la película Chinatown.
Entre los pueblos en el valle se encuentran Bishop, Lone Pine, Independence y Big Pine. La principal ruta que recorre el valle es la U.S. Route 395.

## Geología
Hace unos tres millones de años, los sistemas de Fallas de Sierra Nevada y Montañas Blancas se activaron con episodios repetidos de terremotos deslizantes que gradualmente produjeron el impresionante relieve montañoso del este de Sierra Nevada y las Montañas Blancas que definen la región septentrional del valle Owens - cuenca Mono.
El valle Owens es una fosa tectónica o graben, un bloque de tierra derrumbado entre dos fallas verticales, la más occidental de la cuenca y  provincia Range. También es parte de un canal que se extiende desde Oregón hasta el Valle de la Muerte llamado Walker Lane.
El flanco occidental de gran parte del valle tiene grandes morrenas saliendo de Sierra Nevada. Estos montones sin clasificar de roca, rocas y polvo fueron empujados hasta su emplazamiento actual por los glaciares durante la última edad de hielo. Un excelente ejemplo de morrena se encuentra en la Ruta Estatal 168 donde asciende hasta Buttermilk Country.